# Nautor's Swan

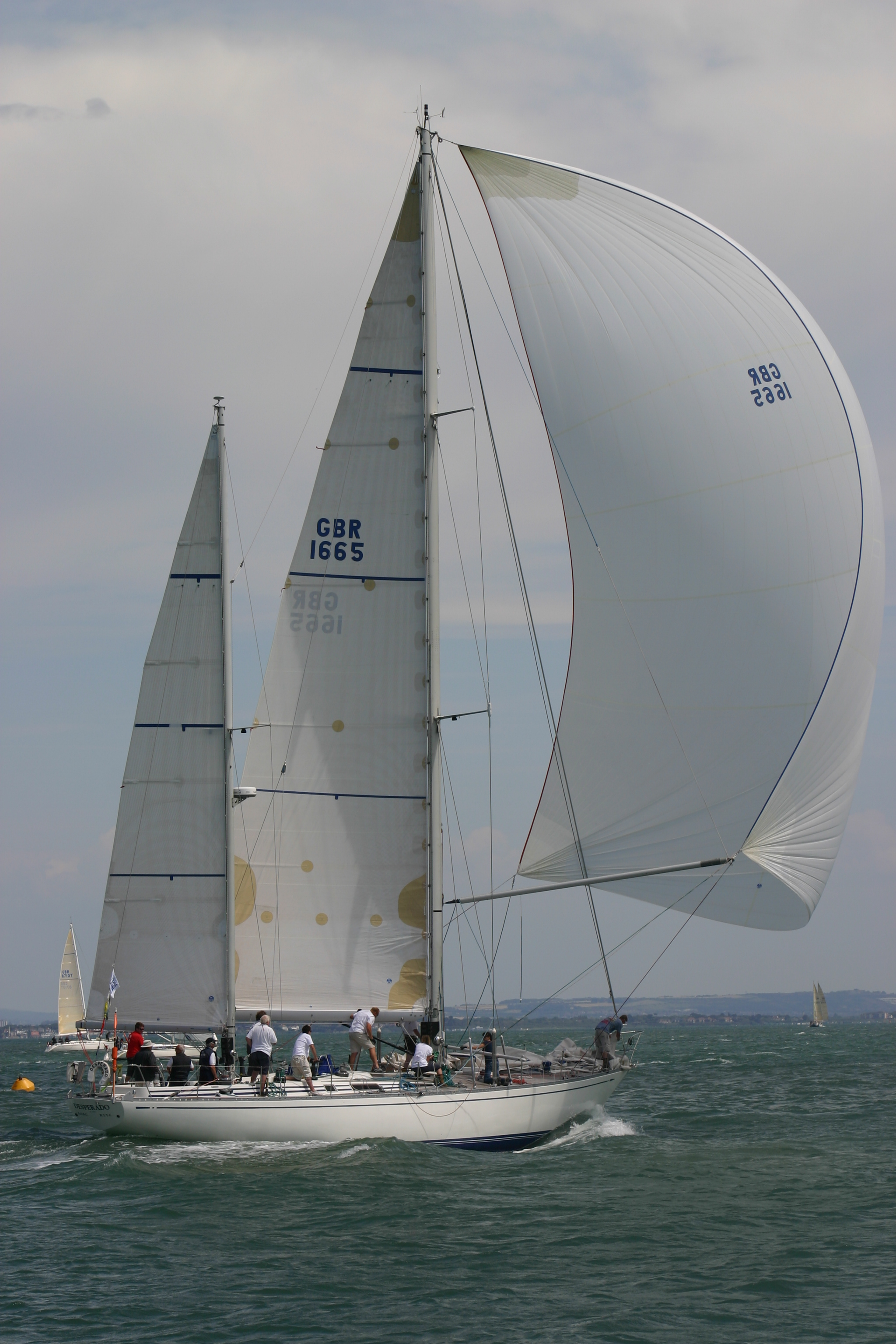
En Swan 65 under Swan Europeans i Cowes.

Nautor's Swan, egentligen Oy Nautor Ab, är ett finländskt segelbåtsvarv med tillverkning  i Jakobstad och delvis i Kållby i Pedersöre kommun.
Drygt tvåtusen båtar av ett sjuttiotal modeller har tillverkats. flertalet på export. Storleken på Swan-båtarna har successivt ökat, med den första modellen på 36 fot och den största 2012 på 131 fot.
År 2012 erbjöds tio modeller ritade av Germán Frers. Den minsta var Swan CS42 med längd på 13 meter och deplacement på 7,25 ton, planerad som entypsbåt för New York Yacht Club. Den största var Swan 130 på 40 meter och 168 ton.

## Historik

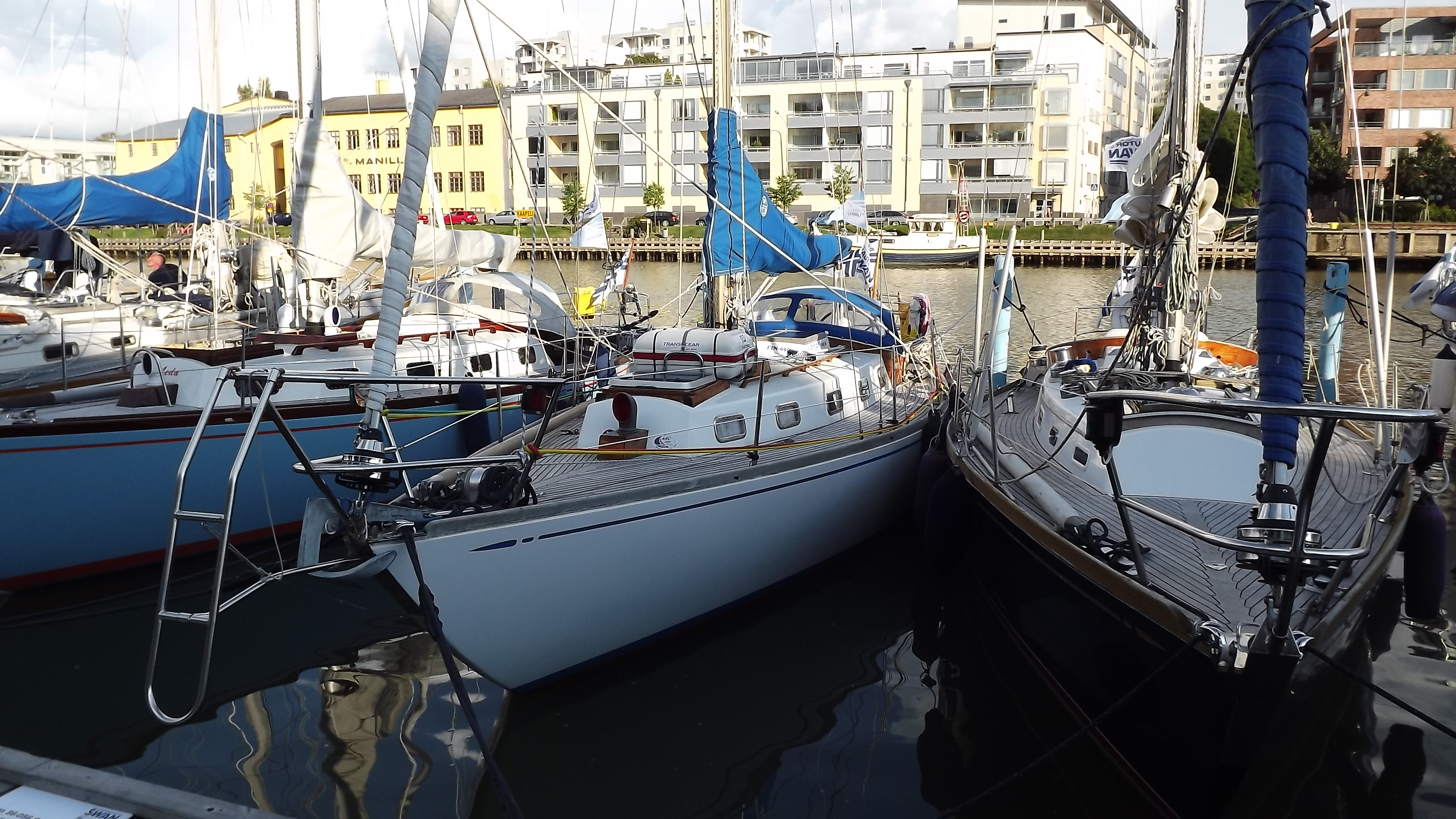
Swan 36:or från 1969–1970.

Företaget grundades av Pekka Koskenkylä 1966 för serieproduktion, vilket förutsatte glasfiberarmerad plast som material, vilket dock inte skulle synas i interiören.
Den första Swan-båten var en 36-fotare, vilket bedömdes som lämplig storlek för havskappsegling. Swan 36, ritad av Sparkman & Stephens, byggdes i 91 exemplar 1967–1970. En 43-fotare följde strax. Sparkman & Stephens ritade sammanlagt 15 Swan-modeller, varav 800 av de första 1.000 tillverkade Swan-båtarna. En Swan 36 hade stora framgångar i Cowes Week 1968, vilket fick Swan-båtarna att uppmärksammas i seglarkretsar.
En brand 1969 höll på att ruinera företaget genom avbrott i produktionen. Schauman-koncernen (verksamt inom skogsbranschen) räddade företaget genom att köpa en majoritetsandel. Koskenkylä fortsatte en tid som företagsledare, varefter han efterträddes av Jens Rudbäck.
Med Swan 55, introducerad 1970, kom Nautor in i sin nuvarande nisch. Swan 65 var i många år världens största segelyacht i glasfiber. En sådan vann i Whitbread Round the World Race 1973–1974 och 1977–1978 tog modellen andra, fjärde och femte plats.
Ron Holland ritade ett antal Swan-modeller kring 1980. Från 1980 har Germán Frers anlitats.
Swan har successivt fokuserat på allt större båtmodeller. Gränsen på hundra fot överskreds 1986, med en enskild 102-fotare. Serieproduktion av 112-fotare inleddes 1999.
Aktiemajoriteten övertogs 1998 av en grupp italienska investerare med affärsmannen Leonardo Ferragamo i spetsen. Ferragamo hade ägt en Swan sedan tio år och följt bolagets utveckling. Han organiserade skilda arbetslag för superyachterna över 80 fot, de mellanstora yachterna och 45-fotarna. 
År 2010 flyttades tillverkningen av de minsta båtarna, 42-fotarna, till Turkiet. Varvet i Finland arbetade för nästan full kapacitet årsskiftet 2011/2012, med fyra Swan 53, en vardera Swan 80, 82 och 90 och två Swan 100 under konstruktion, vid sidan om ombyggnad av tre äldre Swan-båtar.

## Regattor

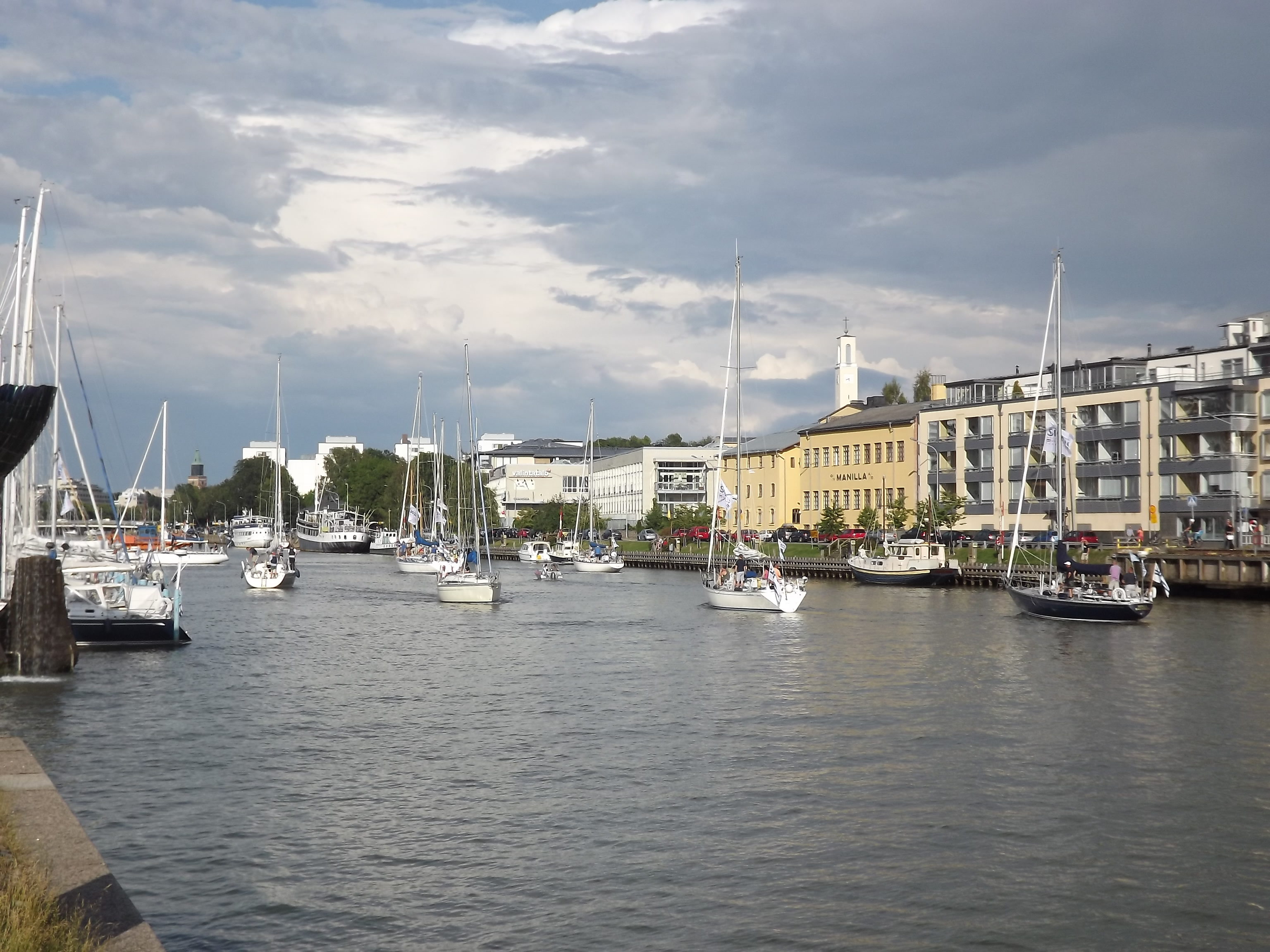
Swan-båtar återvänder till Åbo gästhamn under Swan Archipelago Regatta 2012

En mängd Swan-båtar samlas regelbundet till gemensamma regattor. En av dem är Rolex Swan Cup, som ordnas vartannat år utanför Porto Cervo på Sardinien. Swan Archipelago Regatta har ordnats två gånger i Åbo skärgård.